# Лари Пейдж
Лоурънс Едуард „Лари“ Пейдж (на английски: Lawrence Edward „Larry“ Page) е американски компютърен специалист и учен, известен като съосновател и до декември 2019 г. главен изпълнителен директор на Alphabet Inc.. За 2009 г. той се нарежда на 26-о място според списание Forbes сред най-богатите милиардери в света. Също така е шестият най-богат човек в САЩ. През 2007 г. той и другият основател на Google, Сергей Брин, се класират на първо място в „50-те най-важни хора в интернет“ на списание PC World.
Пейдж е изобретателят (заедно с Брин) на PageRank, най-известният алгоритъм за класиране на страници с хипертекстови връзки между тях, за Google. През 2004 г. Пейдж получава наградата Маркони.
На 4 декември 2019 г. напуска поста си на CEO в Alphabet. Двамата със Сергей Брин остават притежатели на контролния пакет акции от Alphabet.
Към януари 2020 г. Пейдж е 8-ият най-богат човек в света, със собствен капитал от $66,3 млрд. Forbes го класира на 10-о място в списъка „Милиардери за 2019 г.“

## Произход и образование
Пейдж е роден на 26 март 1973 г. в еврейско семейство в Лансинг, Мичиган. Родителите му са преподаватели по компютърни науки в Мичиганския университет. В интервю Пейдж заявява, че „къщата им е пълна каша“, с компютри и научни и технически списания навсякъде. Увлечението му към компютрите започва, когато е на шестгодишна възраст. Той казва: „От много ранна възраст разбрах, че винаги съм искал да измислям нещо. Така и стана, действително се интересувам от технологии и бизнес... Така че вероятно от времето, когато бях на 12, знаех, че евентуално ще създам компания.“
Пейдж започва учението си в Монтесори, Лансинг и завършва гимназия East Lansing. Получава бакалавърска степен по компютърно инженерство от Мичиганския университет с отличие и има магистърска степен по компютърни науки от Станфордския университет. Докато е в университета в Мичиган, Пейдж създава мастилено-струен принтер от кубчета LEGO, става президент на местния клон Beta Epsilon на организацията (почетното братство) Eta Kappa Nu (HKN) и е член на екипа на „Слънчевия автомобил на Мичиганския университет от 1993 г.“ (1993 "Maize & Blue" University of Michigan Solar Car).

## Google

### 1998 – 2001
През 1998 г. Пейдж и Брин основават Google inc., като мисията на компанията е „Да организира световната информация и да я направи универсално достъпна и полезна.“ С бюджет от 1 милион щатски долара двамата наемат офис и започват дейност, като до юни 2000 г. Google вече предоставя информация за 1 милиард уеб страници, превръщайки се в най-голямата електронна търсачка в света.

## Личен живот
През 2007 г. Пейдж се жени за Лусинда Саутуърт (Lucinda Southworth) на карибския остров Некер, собственост на Ричард Брансън. Лусинда е учен изследовател, сестра на актрисата и модел Кари Саутуърт (Carrie Southworth). Пейдж и Саутуърт имат две деца, родени през 2009 и 2011 г.